# MPTP
MPTP (IUPAC-naam: 1-methyl-4-fenyl-1,2,3,6-tetrahydropyridine) is een organische verbinding die toxische effecten heeft op de substantia nigra, een gebied in de hersenen dat onder andere de motoriek regelt. MPTP zorgt ervoor dat cellen afsterven, waardoor het gebied zijn functie niet meer kan uitoefenen. Het geeft dan Parkinsonachtige symptomen, doordat het afsterven van de substantia nigra ook een oorzaak is voor de ziekte van Parkinson.

## Geschiedenis
De toxische effecten van MPTP werden per toeval ontdekt door een scheikunde-student uit Massachusetts, Barry Kidston, die in de jaren '70 van de 20e eeuw de drug MPPP wilde synthetiseren. Dit lukte aanvankelijk goed, totdat hij op een keer het productieproces versneld doorliep. Hij had niet in de gaten dat de drug verontreinigd was met het gevormde nevenproduct MPTP. Drie dagen later kreeg deze student, alsook andere verslaafden in de stad aan wie hij de drugs verkocht had, last van traagheid in bewegingen en andere beginnende Parkinsonverschijnselen.

## Toxiciteit
Het volledige mechanisme van de toxiciteit van MPTP is nog niet bekend. Wel is zeker dat niet MPTP, maar een van zijn metabolieten, met name MPP+, de effecten veroorzaakt. Aangenomen wordt dat MPTP in gliacellen wordt gemetaboliseerd tot MPP+ met als intermediair MPDP+. Dit gebeurt door het enzym MAO-B (monoamino-oxidase type B). Het MPP+ dat ontstaat wordt door de cellen in de substantia nigra opgenomen via het dopamine-opnamesysteem. Wat er dan gebeurt is nog niet volledig duidelijk, maar aangenomen wordt dat het MPP+ interacties aangaat met eiwitten/enzymen die te maken hebben met apoptosesystemen, waardoor deze systemen in gang worden gezet en er celdood optreedt. Met als gevolg ontregeling van de functies. Daarnaast kan MPP+ dat elders in het lichaam gemaakt is en zich in het bloedplasma bevindt zich niet over celmembranen bewegen doordat het geladen is; zo kan het de hersenbarrière niet over, er is namelijk geen actief transport hiervoor.
Door MPTP veroorzaakte symptomen zijn op dezelfde manier te onderdrukken als bij de normale Parkinsonziekte. Met name L-DOPA wordt vaak gebruikt als geneesmiddel, maar het leidt vaak tot tolerantie. Daarom moet het in steeds hogere doses gegeven worden en worden de therapeutische effecten minder.
Er zijn positieve tests uitgevoerd met het inhiberen van het MAO-B, vooral met de stof 1-deprenyl, hetgeen resulteert in vermindering van aantasting door MPTP. Dit experiment heeft ook aangetoond dat enkel MAO-B en geen ander enzym zorgt voor de toxische omzetting van MPTP.
Uit autoradiografisch onderzoek is gebleken dat MPTP melaninehoudende neuronen aantast en vernietigt, waardoor het melanine vrijkomt en bijkomende toxische effecten kan veroorzaken. Dit kan de reden vormen waarom kleinere zoogdieren minder vatbaar zijn voor MPTP: zij hebben van nature uit minder melanine in hun lichaam.
Een ander onderzoek geeft aan dat MPP+ de ATP-productie inhibeert en verantwoordelijk is voor de vorming van superoxide, een radicaal. Dit superoxide reageert met stikstofmonoxide (NO) tot peroxynitriet. Deze laatste veroorzaakt weefselschade door het oxideren en nitrificeren van bepaalde proteïnen en enzymen, waaronder tyrosinehydroxylase. Het veroorzaakt ook lancunes in de fosfodi-esterbinding van DNA (zogenaamde nicks).

## Gebruik
Tegenwoordig wordt MPTP gebruikt bij onderzoek naar de ziekte van Parkinson. Door toediening van MPTP aan proefdieren worden de symptomen van Parkinson uitgelokt en op deze manier kan gekeken worden hoe mogelijke therapieën effect hebben op deze symptomen.